# Голос, Яков Наумович
Яков Наумович Голос (англ. Jacob Golos, первоначальная фамилия Рейзен; 24 апреля 1889, Екатеринослав — 25 ноября 1943 или 27 ноября 1943, Нью-Йорк, Нью-Йорк) — российский революционер, один из основателей Коммунистической партии США и член её руководства; один из самых плодотворных иностранных агентов советской внешней разведки (оперативный псевдоним «Звук»), сумевший в предвоенные и военные годы создать обширную разведывательную сеть в США. Пользовался также именами Джейкоб Фридман и Яков Тасин.
До последнего времени сведения о Якове Голосе (известном в США как Джекоб Голос — Jacob Golos) были скудны и противоречивы, и до середины 1990-х годов само его имя было секретным. Первым приоткрыл завесу тайны в своих мемуарах Павел Судоплатов. С тех пор появился биографический очерк о Голосе, основанный на его оперативном деле, опубликованный в третьем томе Очерков по истории Российской внешней разведки, а также биографическая книга писателя Теодора Гладкова, «Наш человек в Нью-Йорке: Судьба резидента». Надёжные сведения по раннему этапу биографии Голоса имеются в его персональном деле, обнаруженном в Российском государственном архиве социально-политической истории (РГАСПИ).

## Биография
Родился в зажиточной еврейской семье. Хотя сам Голос в российских документах указывал своё социальное происхождение как «из рабочих», его отец работал приказчиком и семья, в которой помимо него было ещё пятеро детей, не была бедной. Учился в городском училище, а с 13 лет (с 1902 года) одновременно работал в типографии. После окончания училища, он самостоятельно подготовился к сдаче экзаменов экстерном за курс гимназии.
Присоединился к российскому социал-демократическому движению ещё будучи подростком, и в 1904 году вступил в РСДРП. В 1905 году — участник первой русской революции 1905 года и член Совета рабочих и солдатских депутатов в Екатеринославе. В 1906 году создал подпольную большевистскую типографию, в которой он был арестован в конце того же года за изготовление и распространение большевистских прокламаций. В 1907 году приговорён военным судом к 8 годам каторжных работ, но ввиду несовершеннолетия отправлен на вечное поселение на Крайний Север, однако сумел осесть недалеко от железнодорожной станции Жигалово на реке Лене в Якутии. В 1909 году бежал из ссылки в Японию, далее в Китай, откуда в том же году он прибыл в Сан-Франциско (США), где устроился на работу печатником. В 1910—1911 годах — типографский работник в штате Калифорния.
В 1912 году переезжает в Нью-Йорк, куда в том году перебралась его семья из России; работает в типографии, принадлежа к различным русским клубам, а также является одним из организаторов помощи политзаключённым в России. Знакомится с будущими основателями АИК «Кузбасс» Биллом Хейвудом и Себальдом Рутгерсом.
В 1915 году вступил в Социалистическую партию, в которой он работает как активный член её левого крыла. В том же году он получил американское гражданство. В 1917—1919 годах работал в различных фирмах по сбору и упаковке фруктов в Калифорнии, был функционером регионального комитета Социалистической партии. В 1919 году — делегат от Калифорнии учредительного съезда, в результате которого основана Коммунистическая партия США, после чего снова работал печатником и становится функционером Компартии, занимая должности в различных её органах, в том числе в её Русской секции.
В 1921—1922 годах Голос работал в штаб-квартире Компартии США в Чикаго в качестве функционера и организатора. В 1922—1923 годах выполнял те же функции в партийной организации штата Мичиган. В это же время он окончательно становится кадровым партийным работником. В 1923 году по указанию Компартии США Голос возвращается в Нью-Йорк, где становится организатором партийных ячеек и местных отделений. В том же году партия назначает его Секретарём-председателем Общества технической помощи СССР, которое к тому времени имело отделения в 58 городах США и несколько тысяч членов.
Затем вернулся в СССР. С мая 1926 по декабрь 1927 года работал Управляющим делами Автономной индустриальной колонии «Кузбасс» в г. Щегловск (Кемерово) по приглашению директора Себальда Рутгерса. В июне 1926 года Голос был принят в ВКП(б) путём перевода из КП США по рекомендации лидера КП США Чарльза Рутенберга и представителя ИККИ в КП США Джона Пеппера. В 1927 году — заведующий отделом техники и рационализации газеты «Moscow News» в Москве.
В январе 1929 года был откомандирован в Нью-Йорк по просьбе Генерального секретаря Компартии США Джея Лавстона. Продолжал работу в Русской Секции КПСША и становится управляющим издаваемого ею журнала «Новый мир». Весной 1930 года к партийным обязанностям Голоса прибавляется работа во вновь созданном партийном аппарате по расследованиям положения в ряде левых профсоюзов и организаций. В конце того же года также стал членом Антимилитаристского Комитета партии. В том же году, согласно имеющимся сведениям, имя Голоса впервые появляется в оперативных документах Иностранного Отдела ОГПУ, очевидно после того, как в Нью-Йорке с ним установил связь нелегал Иностранного отдела ОГПУ «Тарас» (оперативный псевдоним Абрама Осиповича Эйнгорна) — по «материальному паролю», установленному с Голосом в Москве.
В 1932 году стал во главе созданного на средства Компартии туристического агентства «Уорлд Туристс, Инк.», занимавшегося отправкой групп и индивидуальных туристов в СССР. В том же качестве Голос начинает ежегодно посещать СССР, приезжая на празднования годовщины Октябрьской революции 1917 года. Под руководством Голоса это агентство становится прибыльным предприятием, снабжавшим Компартию средствами, а также надёжными американскими паспортами, дававшими её функционерам свободу передвижения по миру.
В 1933 году документально оформил свои оперативные отношения с ИНО ОГПУ. В конце 1934 году его принимает на связь оперативный сотрудник ИНО ОГПУ — советский медицинский работник Григорий Львович Рабинович (известный в США как «доктор Грегори Рабинович»), направленный в США в качестве представителя Советского Красного Креста (оперативный псевдоним «Луч», а с 1937 года «Гарри»). Летом 1936 года Яков Голос перевёз в Москву жену Силию и сына Милтона, чтобы мальчик получил «советское образование»; в следующем году они приняли советское гражданство.
В ноябре 1937 года Голос в очередной раз приезжал в Москву на празднование годовщины революции, где его пригласили к начальнику ИНО А. А. Слуцкому, по рекомендации руководителя резидентуры ИНО в США П. Д. Гутцайта, для обсуждения оперативной обстановки в США и дальнейших перспектив.
В 1938 году у Голоса появилась помощница и любовница — молодая коммунистка Элизабет Бентли. В том же году он становится фактически подрезидентом резидента ИНО Г. Б. Овакимяна и активно занимается поиском источников научно-технической и политической информации среди американских коммунистов и им сочувствующих. Большинство источников Голоса остаются в неведении относительно конечного назначения их информации, считая, что они предоставляют её Компартии США и/или Коминтерну.
В октябре 1939 года ФБР производит обыск в конторе «Уорлд Туристс» и начинает следствие по обвинению в нарушении закона о регистрации в качестве агентов иностранной державы.
В марте 1940 по требованию Компартии США Голос предстаёт перед «буржуазным судом», который приговаривает его к штрафу и нескольким месяцам тюремного заключения условно.
Позднее в том же году руководство Компартии передаёт Голосу на связь небольшую группу молодых работников ряда правительственных учреждений, которая с 1941 г. начнёт через Голоса и его связную Бентли снабжать советскую внешнюю разведку ценной информацией.
В конце июня 1941 г. Голос просит передать своему сыну Милтону (Дмитрию) наказ вступить добровольцем в Красную Армию, однако Дмитрий Голос пошёл добровольцем в армию в первые дни войны, до получения отцовского наказа, и служил в морской пехоте, обороняя блокадный Ленинград.
25 ноября 1943  Голос скоропостижно скончался от инфаркта на квартире Элизабет Бентли в Нью-Йорке.
8 ноября 1945 г. — Элизабет Бентли приходит в ФБР и раскрывает американской контрразведке имена источников и связей Голоса.

## Разведывательная деятельность
В течение десяти лет (с 1930 по 1943 годы), Яков Голос (агентурные псевдонимы «Голос», «Ум», «Джон», «Звук», «Тимми») создал самую крупную разведывательную сеть ОГПУ-НКВД-НКГБ в США.
Для прикрытия возглавлял туристическое агентство «Уорлд Туристс, Инк.» (англ. World Tourists, Inc.) в Нью-Йорке, через которое занимался снабжением советской внешней разведки, нелегалов ИНО и Коминтерна подлинными американскими документами и паспортами различных стран, переправкой нужных людей в СССР.
Источники Голоса работали в аппарате президента Франклина Рузвельта, в Белом Доме, в Казначействе, в Департаменте военной промышленности, в Управлении стратегических служб (предшественник ЦРУ) и в других государственных учреждениях, крупных промышленных компаниях. Среди источников Голоса было много журналистов, сотрудников иностранных организаций, действовавших в США, а также американских инженеров различного профиля, поставлявших высококачественную научно-техническую и военно-техническую информацию.
Как член Коммунистической партии США Голос активно разрабатывался американской контрразведкой. Поэтому в 1942 г. было принято решение ряд его источников передать на связь сотрудникам резидентуры НКГБ в США. Так в том же году была передана на связь Семенову (оперативный псевдоним «Твен») группа инженеров под руководством Юлиуса Розенберга и агент Гарри Голд с которым Голос, назвавшись бизнесменом Джоном, познакомился в Американском химическом обществе.
Являясь членом Комитета помощи Испании Голос занимался отправкой в Испанию добровольцев, из-за чего обратил на себя внимание ФБР. В 1939 г. ФБР произвело обыск в офисе компании «Уорлд Туристс» (англ. World Tourists). Поводом послужило нарушение «Закона о регистрации иностранных агентов»: турагентство Голоса получало от «ИНТУРИСТА» деньги на рекламу туризма в СССР. Голос должен был предстать перед Большим жюри (Федеральным судом). Опасаясь за агента, резидентура поставила перед Москвой вопрос о вывозе «Звука» из США. Однако уезжать Голос отказался. Центр также не настаивал на его отъезде. На суде Голос признал себя виновным и был приговорён к лишению свободы на срок до 12 месяцев условно и штрафу в размере 1000 долларов. Нарушив таким образом конспирацию, Яков Голос начал жить со своей связной Элизабет Бентли (оперативный псевдоним «Умница»).
И уже вскоре «Лука» Павел Пастельняк доложил Овакимяну, что в американской контрразведке обнаружен документ, в котором Яков Голос указывается как агент НКВД.
Сменивший в 1942 г. Овакимяна новый резидент Зарубин столкнулся с определёнными трудностями в работе с агентами. Объём работы сократился наполовину, связь со многими агентами была утеряна. Работавший с Голосом молодой разведчик не смог в полной мере использовать выдающиеся способности этого агента. В своем письме на имя начальника внешней разведки Голос выразил недовольство неэффективной работой.
24 ноября 1943 года Яков Голос был представлен к ордену Красной Звезды.

## Результаты разведывательной деятельности
Из шифровки, отправленной в Центр в октябре 1939 г., ясно виден масштаб одного из направлений работы Голоса: «В последний период через „Звука“ добыто 10 подписанных чистых бланков с печатью мэрии Нью-Йорка (из которых смогли изготовить американские гражданские паспорта), 70 удостоверений (из которых изготовили документы о подданстве для людей разной национальности), а также 27 свидетельств о рождении с печатью и подписью, из которых также можно изготовить паспорта…».
По состоянию на июль 1940 г. советские оперативники насчитали около двух десятков человек, привлечённых Голосом в качестве источников или помощников. В ноябре 1945 г. помощница Голоса Элизабет Бентли назвала ФБР около 80 имён источников или связей Голоса.
- Агентурная операция «Энормоз». Впервые получены ценные сведения о первых исследовательских работах по расщеплению ядра урана.
- Получен полный комплект чертежей одного из самолетов Сикорского.
- Получены сведения о кислородных масках для высотных полётов.
- Получены сведения о использовании глицерина в военных целях.
- Участие в расправе над Львом Троцким.

## Интересные факты
- Летом 1940 г. Яков наладил контакт с сотрудником одного из экономических ведомств Рондом, обладавшим обширными связями в правительственных кругах. Ронд был активным антифашистом и симпатизировал СССР. Уже очень скоро Ронд, теперь как агент-групповод, собирал информацию через своих друзей в военных и экономических ведомствах. В целях конспирации награду ему не вручили, но хранили в личном деле в Москве.
- В октябре 1940 г. ИНО НКВД проявило профессиональный интерес к Эрнесту Хемингуэю который вернулся из Испании и собирался в новое путешествие в Китай. Туристических агентств в США было не так много, потому Голос одним из первых узнал о готовящейся поездке. В те годы Китай был в списке приоритетов советской разведки, и «Звук» решил «прощупать» готовность писателя к сотрудничеству через журналиста Джозефа Норта из коммунистической газеты «Дейли Уоркер». Норт тоже прошёл через войну в Испании, и писатель считал его авторитетным представителем «земляков», то есть компартии США. Предлогом для разговора стал роман Хемингуэя «По ком звонит колокол», посвящённый испанским событиям, которому «Дейли Уоркер» дала довольно критическую оценку. Хемингуэй признал, что «допустил некоторые ошибки» из-за своей недостаточной политической подготовленности. «В итоге он согласился, что мы правы в отношении многих положений в книге», — передал «Звуку» Норт. Оправдываясь, Хемингуэй сказал, что не хотел бы ссориться с коммунистами: «Ведь, в конце концов, проделанная мною в Испании работа не подвергалась критике». Норт подытожил: «Моё окончательное впечатление такое: он серьёзно хочет работать с нами, и намерен компенсировать свои ошибки». Норт встретился с Хемингуэем ещё раз, чтобы уточнить его китайский маршрут и обсудить условия связи. Все эти сведения были направлены «Звуком» в ИНО НКВД. Однако установить контакт с писателем в Китае (от имени «земляков») советским разведчикам не удалось. Хемингуэй выехал туда на месяц раньше и не раз перекраивал свой маршрут. След его надолго затерялся. В Москве всю переписку о писателе в марте 1941 года подшили в дело-формуляр и, по заведенному порядку, присвоили его «фигуранту» псевдоним «Арго».

## Семья
- Жена — Сильвия Соломоновна Голос (1895, Вильно — ?)[10][11], эмигрировала с родителями в США и получила американское гражданство; приняв в 1937 году советское гражданство, уехала с сыном в СССР, жила в посёлке Загорянка, работала в библиотеке.
  - Сын — Дмитрий Наумович Голос (1923—2009), участник Великой Отечественной войны[12], жил в Москве. Член ВКП(б) с 1945 года, в 1947 году награждён медалью «За отвагу»[13], в 1985 году награждён орденом Отечественной войны 1-й степени.[14]